# Каучук (акционерное общество)
АО «Каучук» — существовавшая в Российской империи компания. Полное наименование — Акционерное общество «Каучук». Штаб-квартира компании располагалась в Риге (до 1915 года) и в Москве.

## История

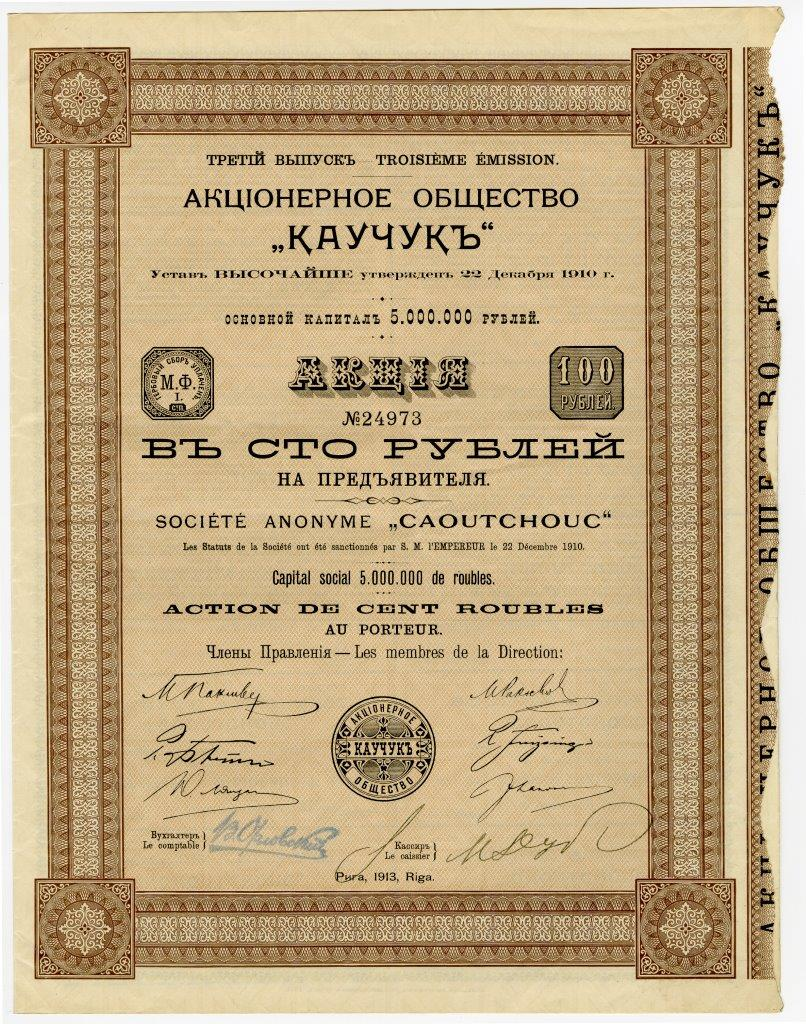
Акция в 100 руб. на предъявителя (третий выпуск) акционерного общества «Каучук». Рига, 1913 год

Производство резиново-технических изделий, впоследствии преобразованное в акционерное общество «Каучук», было заложено в пригороде Риги в 1897 году и изначально называлось «Резиновой фабрикой братьев Фрейзингер „Русия“». Спустя почти полтора десятилетия детище братьев Фрейзингер было акционировано (устав высочайше утверждён 22 декабря 1910 года) и получило свое окончательное название, под которым и просуществовало вплоть до последовавшей после революции национализации. Основной капитал АО Каучук, разделённый на 50 тыс. акций в 100 руб. каждая, составлял внушительные по тем временам 5 млн. руб.
В начале XX столетия фабрика братьев Фрейзингер, как явствует из рекламы тех лет, специализировалась на производстве резиновых шин для велосипедов, экипажей и получавших все большее распространение автомобилей, при этом постоянно увеличивая и наращивая ассортимент выпускаемой продукции.
В 1915 году, когда театр военных действий в ходе Первой мировой войны  приблизился непосредственно к Риге, было принято решение эвакуировать фабрику вглубь страны. Производство акционерного общества Каучук разместили в тогдашнем московском предместье Хамовники, где по адресу ул. Усачева, 11, предприятие и продолжило свою деятельность в том числе и в годы советской власти под названием «завода „Каучук“». Построенный в 1929 году по проекту Константина Мельникова клуб завода «Каучук» стал всемирно известным архитектурным памятником советского авангарда.
Производство резино-технических изделий под маркой «Каучук» существует и по сей день. В новейшей истории производственные мощности предприятия перебазированы на вторую территорию завода «Каучук», расположенную в промзоне «Очаково» №637 по адресу г. Москва, ул. Генерала Дорохова, вл. 6, стр 32.